# 南大塚 (川越市)
南大塚（みなみおおつか）は埼玉県川越市の町名。現行行政地名は南大塚一丁目〜六丁目、および大字南大塚。郵便番号は350-1162。

## 地理
川越市南西部、武蔵野台地の縁の西武新宿線南大塚駅周辺に位置し、町域の北部を赤間川、中央を不老川支流の久保川が流下する。隣接して狭山市新狭山や青柳といった地区がある。町域に南大塚古墳群がある。

## 歴史
- 1879年（明治12年）[4] -  郡区町村編制法により成立した入間郡に属す。それに伴い、大塚村が南大塚村に改称（同一の入間郡内に大塚村が2か所あったことによる措置。二つの大塚村のうち南側にあったことによる。これに対し北側の大塚村は北大塚村（現・坂戸市）に改称）。
- 1889年（明治22年）[4]4月1日 - 町村制施行に伴い、大塚新田村、南大塚村、豊田本村、豊田新田、池辺村が合併して大田村（おおたむら）が成立する。南大塚村は大田村の大字南大塚となる。
- 1943年（昭和18年）[4]11月3日 - 日東村と大田村が合併し、大東村が発足。大東村の大字となる。
- 1955年（昭和30年）4月1日 - 川越市に編入[5]。川越市の大字になる[6]。
- 2008年（平成20年）3月31日 - 町名地番整理を実施。大袋、大袋新田、豊田新田、豊田本、藤倉の各一部から南大塚一丁目、大字南大塚の一部がむさし野に変更[7]。
- 2008年（平成20年）12月1日 - 町名地番整理を実施。大塚新田、大字南大塚の各一部から大塚新町が成立。
- 2009年（平成21年）3月9日 - 町名地番整理を実施。大塚新田、豊田本、大字南大塚の各一部から南大塚二丁目が成立[8]。
- 2010年（平成22年）3月8日 - 町名地番整理を実施。大字南大塚、大塚新田の各一部から南大塚三丁目が成立[9]。
- 2011年（平成23年）3月7日 - 町名地番整理を実施。大字南大塚の一部が南大塚四丁目、五丁目に変更[10]。
- 2012年（平成24年）3月5日 - 町名地番整理を実施。大字南大塚、大字今福、大塚新田の各一部から南大塚六丁目が成立[11]。

## 世帯数と人口
2017年（平成29年）10月1日現在の世帯数と人口は以下の通りである。
| 大字・丁目   | 世帯数    | 人口    |
| ------------ | --------- | ------- |
| 大字南大塚   | 116世帯   | 266人   |
| 南大塚一丁目 | 709世帯   | 1,588人 |
| 南大塚二丁目 | 786世帯   | 1,685人 |
| 南大塚三丁目 | 455世帯   | 908人   |
| 南大塚四丁目 | 507世帯   | 944人   |
| 南大塚五丁目 | 713世帯   | 1,584人 |
| 南大塚六丁目 | 707世帯   | 1,762人 |
| 計           | 3,993世帯 | 8,737人 |

## 小・中学校の学区
市立小・中学校に通う場合、学区は以下の通りとなる。
| 大字・丁目   | 番地 | 小学校               | 中学校               | 備考             |
| ------------ | --- | -------------------- | -------------------- | ---------------- |
| 大字南大塚   | 1の12〜1の終わり、3〜5 7の4〜19、21〜22、24〜36、38〜42 43の3〜44、52の9〜122、124〜211、213〜218、221〜231、236 238〜239、244〜293、297、300〜304、307〜313、318〜327 329〜350、356〜366、368、370〜371、374、376〜519、523〜525 527〜531、533〜539、541〜545、547〜559、562〜563、565〜569 571〜578、580〜582、584〜588、590、592、596〜599、602〜605 609、611、615の7〜617、619、737〜738、746〜747、749〜764 766（字旭野）、768〜781、785〜801、803〜846、904〜996 1186〜1196、1198〜1205、1209〜1212、1215〜1216、1219〜1226 | 川越市立大東東小学校 | 川越市立大東中学校   | 一部特認地区あり |
| 大字南大塚   | 614、620〜632、640〜649、651、654、659〜660、662、665〜667 670〜674、676〜677、680、683〜689、691〜701、705〜707 709〜711、713〜716、721〜736、 847〜850、853、855〜870 873〜875、879〜887（字旭野）、890〜898、900〜903、997〜999 1002、1006〜1010、1012〜1016、1056〜1066、1123〜1163 1166〜1177、1180〜1183、1185、1227〜1267、1269〜1303 1306〜1329、1331〜1338、1340、1342〜1353、1356、1358〜1360 1362〜1366、1368〜1372、1375、1378〜1380、1382〜1384 1387〜1393、1394（字向ノ原）、1396（字向ノ原）、1397〜1398 1400、1403〜1409、1411〜1413、1414〜1418（字向ノ原） 1419〜1423、1426〜1428、1431、1440〜1456、1458〜1473 1475〜1476、1478〜1494、1496〜1863、1881〜1988、1994〜1995 1997〜3013、3015、3017〜3019、3021以降 | 川越市立武蔵野小学校 | 川越市立大東中学校   | 一部特認地区あり |
| 大字南大塚   | 1017〜1044、1048〜1049、1051〜1055、1067〜1082、1084〜1110 1112〜1116、1119〜1122、1989〜1993 | 川越市立大塚小学校   | 川越市立大東中学校   |                  |
| 大字南大塚   | 1の1、1の5〜1の10、7の2〜7の3、45〜52の1、52の4〜52の5、52の7 876〜878、879〜887（字寺ノ上元大袋新田分） 1394〜1396（字新田上元青柳分）、1414〜1418（字二ツ塚前元青柳分） 1864〜1880 | 川越市立大東西小学校 | 川越市立大東西中学校 |                  |
| 南大塚一丁目 | 23の3、23の6〜24の終わり、26の19、28の17、29の19、29の21 100の190、100の203〜100の209、100の220〜100の222 | 川越市立大東西小学校 | 川越市立大東西中学校 |                  |
| 南大塚一丁目 | その他 | 川越市立大東東小学校 | 川越市立大東中学校   |                  |
| 南大塚二丁目 | 7の4、103の1、103の3、103の6〜103の7 | 川越市立大東東小学校 | 川越市立大東西中学校 |                  |
| 南大塚二丁目 | その他 | 川越市立大東東小学校 | 川越市立大東中学校   |                  |
| 南大塚三丁目 | 全域 | 川越市立大東東小学校 | 川越市立大東中学校   |                  |
| 南大塚四丁目 | 全域 | 川越市立大東東小学校 | 川越市立大東中学校   |                  |
| 南大塚五丁目 | 22の3、37の1〜37の3、39の12〜39の14、100の86、102の7 104の34 | 川越市立福原小学校   | 川越市立福原中学校   |                  |
| 南大塚五丁目 | 1〜22の2、22の4〜36、37の4〜39の11、100の1〜100の85 100の87〜100の終わり、102の1〜102の6、104の1〜104の33 104の35〜104の終わり | 川越市立武蔵野小学校 | 川越市立大東中学校   |                  |
| 南大塚六丁目 | 1〜3、4の1〜4の12、6の7〜6の17、6の25〜6の26、6の31〜6の33 6の41〜6の終わり、7の9〜7の終わり、11の4〜11の6、12の1〜12の2 12の7〜12の18、12の25〜12の37、12の39〜12の終わり 13の8〜13の9、13の14〜13の26、14〜39、40の1〜40の4 100の1〜100の104、100の108〜100の109、100の117 100の119〜100の終わり、104 | 川越市立武蔵野小学校 | 川越市立大東中学校   |                  |
| 南大塚六丁目 | 4の13〜4の終わり、5、6の1〜6の6、6の18〜6の24、6の27〜6の30 6の34〜6の40、7の1〜7の8、8〜10、11の1〜11の3 11の7〜11の終わり、12の3〜12の6、12の19〜12の24、12の38 13の1〜13の7、13の10〜13の13、13の27〜13の終わり 40の5〜40の終わり、100の105〜100の107、100の110〜100の116 100の118 | 川越市立福原小学校   | 川越市立福原中学校   | 一部特認地区あり |

## 交通
- 鉄道
  - 西武新宿線南大塚駅
駅名は南大塚だが、所在地は町名地番整理実施で南台3丁目になっている。
  - 西武安比奈線
廃止。町域の西側、南台2丁目などとの境界を通っていた。
- 道路
  - 関越自動車道
    - 川越インターチェンジ（一部）

  - 国道16号
  - 入間川街道 - 国道16号の旧道で国道の北西側を平行する市道。川越市道路愛称選定委員会により制定[13]。
- 路線バス
  - 西武バス
川越61:南大塚駅南口 - 武蔵野小学校 - 旭町 - 川越駅西口
川越62:新狭山駅南口 - 川越狭山工業団地 - 南大塚駅南口 - 武蔵野小学校 - 旭町 - 川越駅西口[14]

## 施設
1丁目
- 川越地区消防局川越中央消防署大東分署
- 埼玉県立川越南高等学校
- 川越市立大東中学校

2丁目
- 木宮山 地蔵院 西福寺 - 埼玉県指定無形民俗文化財「南大塚の餅つき踊り」がある[15]。
- 菅原神社[16] - 社殿は菅原神社東古墳の上に建立されている。

5丁目
- 上久保公園
- 緑ヶ丘公園
- 緑向会館

6丁目
- 川越少年刑務所
- 日本通運川越配送センター
- ヤマト運輸川越南支店
- 萱場第一公園
- 萱場第二公園
- 中台第三公園